# Lillian Asplund
Lillian Gertrud Asplund (1906. október 21. – 2006. május 6.) az 1912-ben elsüllyedt Titanicnak utolsó amerikai túlélője és egyben az utolsó olyan túlélő, akinek saját emlékei is voltak a katasztrófáról. Halálával már csak két olyan túlélő maradt, akik a hajó elsüllyedésekor kevesebb mint egy évesek voltak. Ő és családja harmadosztályon utazott és a 15-ös mentőcsónakban menekült meg, édesanyjával és testvérével.

## Élete
Lillian massachusetts-i Worcesterben született Carl és Selma Asplund gyermekeként. Családjában ő volt az egyetlen lány, 4 fiú testvére volt: Filip Oscar  (született: 1898), Clarence Gustaf Hugo (született 1902), ikertestvér: Carl Edgar és Edvin Rojj Felix (1909-1983). A család eredetileg Svédországból, Alsema  városából származott, 1907-ben visszaköltöztek Svédországba, hogy Lillian nagyanyját ápolják. Mikor édesapja visszakapta munkáját Worcesterben, úgy döntöttek, Amerikába hajóznak.
Mikor felszálltak a Titanicra Lillian még mindössze 5 éves volt.
A történtekről sosem beszélt nagy nyilvánosság előtt, csakúgy mint édesanyja. Egy 1989-ben készült interjúban elmondta azonban, hogyan menekültek meg egy ablakon keresztül, és édesapja hogy segítette be őt és édesanyját, valamint testvérét egy csónakba, majd hogyan nézett vissza édesapjára és ott maradt testvéreire, akik nem élték túl a tragédiát.
A New Yorkba való megérkezésük után számos hír látott napvilágot, miszerint a családból többen is túlélték a hajó elsüllyedését, de mint kiderült, csak félreértések és rossz tájékoztatások eredménye volt. Csak édesapja testét (142) találta meg a CS Mackay-Bennett, amit később Worcesterben helyeztek örök nyugalomra.
A család 1951-ben Shrewsburybe költözött.
Lillian a tragédia után titkári állásokkal tartotta el magát, de hamar visszavonult, hogy édesanyját ápolja, aki sosem tette túl magát a történteken. Selma végül 1964-ben halt meg, a Titanic elsüllyedésének 52. évfordulóján.
Sem Lillian, sem testvére, Felix nem házasodott meg. Lillian otthonában halt meg a massachusetts-i Shrewsburyben, 99 évesen. Édesapja mellé helyezték örök nyugalomra.